# Al-Misanna (Al-Bab)
Al-Misanna (arab. المسنة) – wieś w Syrii, w muhafazie Aleppo, w dystrykcie Al-Bab. W 2004 roku liczyła 610 mieszkańców.